# Alex de Souza
Alexsandro de Souza (Curitiba, 14 september 1977) - alias Alex - is een Braziliaans voormalig voetballer die doorgaans als aanvallende middenvelder speelde. Zijn professionele voetbalcarrière begon in 1995 bij Coritiba, waar hij na dienstverbanden bij Palmeiras, Parma, Flamengo, Cruzeiro en Fenerbahçe terugkeerde om zijn loopbaan af te sluiten. Op 7 december 2014 speelde hij zijn laatste match in het shirt van Coritiba (tegen Bahia, 3-2 gewonnen) en beëindigde hij zijn voetbalcarrière.

## Clubcarrière
Bij Coritiba drukte Alex als jongeling direct zijn stempel. Na 32 doelpunten in twee seizoenen vertrok hij naar Palmeiras, waar hij de lijn door wist te trekken. Na 78 doelpunten en 56 assists nam Cruzeiro het grote talent over. In dienst van de club uit Belo Horizonte maakte hij in totaal 64 doelpunten en gaf hij 61 assists. In 2003 leverden zijn prestaties hem de verkiezing tot Braziliaans voetballer van het jaar op.
Het Italiaanse Parma FC haalde Alex naar Europa. In vijf wedstrijden wist hij twee doelpunten en zeven assists te verzorgen. Later vertrok hij naar de Turkse  Fenerbahce. In zijn eerste twee seizoenen heeft hij daar in 62 competitiewedstrijden 39 goals en 40 assist gemaakt. Door de jaren heen groeide Alex uit tot een favoriet onder de fans van de club uit Istanboel. 
Op 1 oktober 2012 werd zijn contract met een akkoord aan beide kanten beëindigd.

## Interlandcarrière
Buiten het clubvoetbal is De Souza negentien keer geselecteerd voor het olympische Braziliaanse elftal en 48 keer voor het nationale Braziliaanse elftal.
Tevens was hij voor een  tijd aanvoerder van de Brazilianen. Hij maakte deel uit van de selecties die in 1999 en 2004 de Copa América wonnen.

## Erelijst
| Competitie            |           |                           |
| Competitie            | Aantal    | Jaren                     |
| Palmeiras             | Palmeiras | Palmeiras                 |
| --------------------- | --------- | ------------------------- |
| CONMEBOL Libertadores | 1x        | 1999                      |
| Copa do Brasil        | 1x        | 1998                      |
| Cruzeiro              |           |                           |
| Copa do Brasil        | 1x        | 2003                      |
| Fenerbahçe            |           |                           |
| Süper Lig             | 3x        | 2004/05, 2006/07, 2010/11 |
| Turkse voetbalbeker   | 1x        | 2012                      |
| Turkse supercup       | 2x        | 2007, 2009                |